# Джахит Арф
Джахит Арф (на турски: Cahit Arf) е виден турски математик, известен най-вече с работата си областта на топологията. Сред по-значимите му приноси са теоремата на Хасе-Арф, инвариантата на Арф, полугрупите и пръстените на Арф.

## Биография
Джахит Арф е роден през 1910 година в Солун, Османска империя. След Балканската война в 1912 година, когато в Солун влизат гръцки войски, семейството на Арф се преселва в Измир, където Джахит получава начално образование. Със стипедия на турското образователно министерство Арфи заминава за Париж, където учи в Екол нормал.
След завръщането си в Турция Арф преподава математика в лицея Галатасарай. В 1933 година Арф започва да преподава в катедрата по математика на Истанбулския университет. В 1937 година Арф замивама да работи в Гьотингенския университет, където получава степента доктор по философия, и по-късно работи с Хелмут Хесе и Хосе Крус де Муньос. След това Арф се връща на работа в Истанбулския университет, и работи там до назнаването му от президента Джемал Гюрсел в Съвета на Турция за научни и технически изследвания (TÜBİTAK) в 1962 година. След като в 1963 година е негов председател, Арф се мести в катедрата по математика в Робърт колеж. В 1964—1966 година Арф работи в Принстънския университет, а след това за една година в Калифорнийския университет в Бъркли.
След връщането си в Турция, Арф е поканен в катедрата по математика на Средноизточния технически университет, където работи до пенсионирането си в 1980 година.
Арф е лауреат на много премии в областта на математиката. Макар формално да има малко ученици, много турски математици в началото на кариерите си сътрудничат с Арф. Портретът на Арф е на обратната страна на турската банкнота от 10 лири, пусната в обращение в 2009 година.